# Puchar Europy w Biegu na 10 000 metrów 2017
21. Puchar Europy w Biegu na 10 000 metrów – zawody lekkoatletyczne, które odbyły się w białoruskim Mińsku 10 czerwca 2017.

## Rezultaty

### Mężczyźni
| Konkurencja:           | 1. miejsce                                            | Rezultat    | 2. miejsce                                                        | Rezultat    | 3. miejsce                                               | Rezultat    |
| Indywidualnie (Bieg A) | Antonio Abadía                                        | 28:31,16 SB | Juan Pérez                                                        | 28:35,69 SB | Carlos Mayo                                              | 28:48,41 PB |
| Indywidualnie (Bieg B) | Nicolae Soare                                         | 29:18,33 PB | Samuele Dini                                                      | 29:55,29    | Sciapan Rahaucou                                         | 30:00,95    |
| Drużynowo              | Hiszpania · Antonio Abadía · Juan Pérez · Carlos Mayo | 1:25:55,26  | Włochy · Stefano La Rosa · Ahmed El Mazoury · Marco Najibe Salami | 1:27:35,99  | Ukraina · Dmytro Łaszyn · Roman Romanenko · Artem Kazban | 1:29:03,26  |

### Kobiety
| Konkurencja:           | 1. miejsce                                                            | Rezultat    | 2. miejsce                                                     | Rezultat    | 3. miejsce                                                 | Rezultat    |
| Indywidualnie (Bieg A) | Sara Moreira                                                          | 32:03,57 SB | Wolha Mazuronak                                                | 32:13,73 PB | Esma Aydemir                                               | 32:41,03 PB |
| Indywidualnie (Bieg B) | Julija Szmatenko                                                      | 33:11,13 PB | Olha Kotowska                                                  | 33:34,49 SB | Isabel Mattuzzi                                            | 33:43,00 PB |
| Drużynowo              | Białoruś · Wolha Mazuronak · Swiatłana Kudzielicz · Nastassia Iwanowa | 1:37:57,33  | Portugalia · Sara Moreira · Carla Salomé Rocha · Daniela Cunha | 1:39:42,84  | Ukraina · Julija Szmatenko · Olha Kotowska · Ołena Serdiuk | 1:41:25,00  |